# Фарж (коммуна)
Фарж (фр. Farges) — коммуна во Франции, находится в регионе Рона — Альпы. Департамент — Эн. Входит в состав кантона Коллонж. Округ коммуны — Жекс.
Код INSEE коммуны — 01158.

## География
Коммуна расположена приблизительно в 410 км к юго-востоку от Парижа, в 95 км северо-восточнее Лиона, в 55 км к востоку от Бурк-ан-Бреса.
Западная часть территории коммуны покрыта лесами.

## Климат
Климат полуконтинентальный с холодной зимой и тёплым летом. Дожди бывают нечасто, в основном летом.

## Население
Население коммуны на 2010 год составляло 854 человека.
| 1962 | 1968 | 1975 | 1982 | 1990 | 1999 | 2010 |
| ---- | ---- | ---- | ---- | ---- | ---- | ---- |
| 365  | 415  | 456  | 480  | 559  | 589  | 854  |

## Экономика
В 2010 году среди 546 человек трудоспособного возраста (15—64 лет) 443 были экономически активными, 103 — неактивными (показатель активности — 81,1 %, в 1999 году было 69,1 %). Из 443 активных жителей работали 417 человек (217 мужчин и 200 женщин), безработных было 26 (12 мужчин и 14 женщин). Среди 103 неактивных 34 человека были учениками или студентами, 27 — пенсионерами, 42 были неактивными по другим причинам.

## Фотогалерея

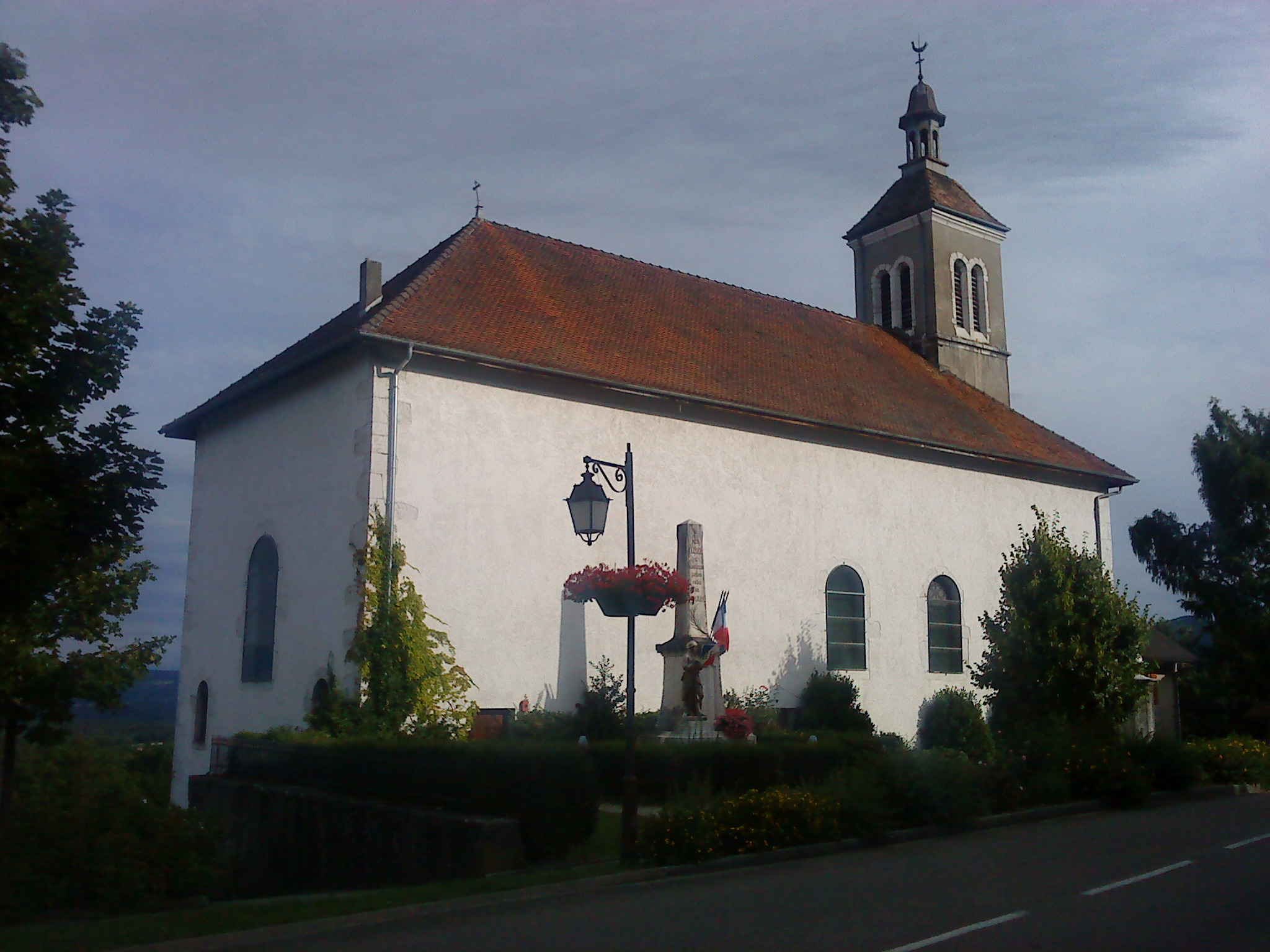
Церковь Сен-Брис
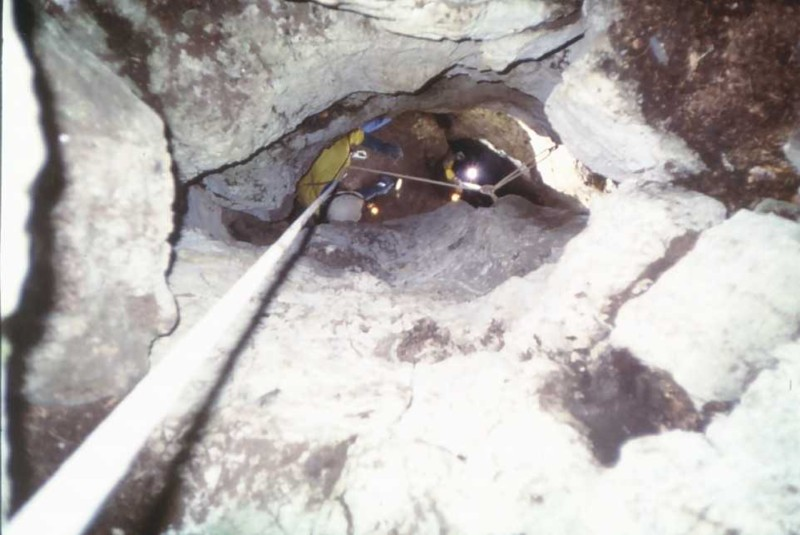
Вход в пещеру Ла-Рас
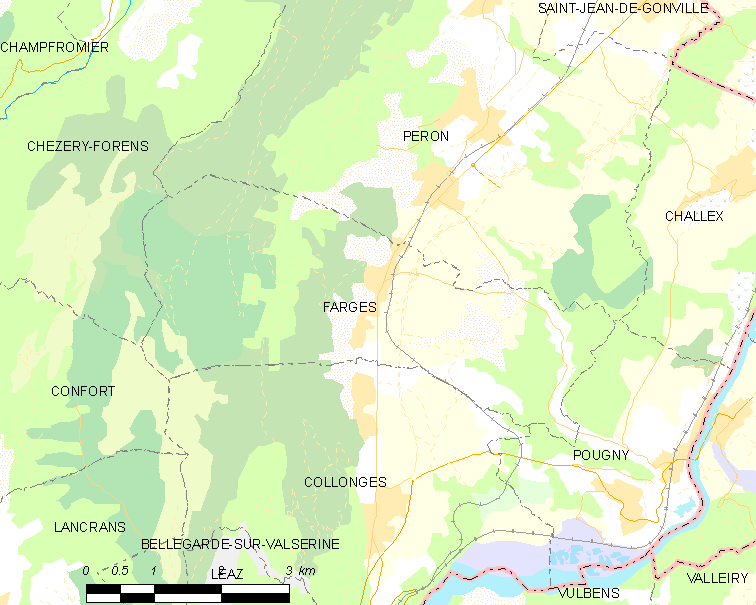
Карта коммуны